# Синючков, Алексей Владимирович
Алексей Владимирович Синючков (род. 12 ноября 1976) — российский футболист, игравший на позиции полузащитника.
На взрослом уровне дебютировал в 1995 году в составе московской команды третьей лиги ПФЛ ТРАСКО. В 1996—1998 годах играл за вторую команду московского «Торпедо» в третьей лиге (1996—1997) и втором дивизионе (1998). Затем перешёл в клуб «Восток-Алтын» из Усть-Каменогорска, в составе которого играл в финале Кубка Казахстана, всего в 1999 году сыграл в высшем казахстанском дивизионе и Кубке Казахстана 27 матчей, забил 2 мяча.
В дальнейшем на профессиональном уровне не выступал. В 2000—2005 годах играл за подмосковные команды «Торгмаш» Люберцы, «Авангард» Солнечногорск, «Шатуру» Шатура и «Зеленоград» в первенстве России среди КФК / ЛФЛ. Участник Любительской футбольной лиги и других турниров.

## Достижения
- Финалист Кубка Казахстана: 1998/99